# Alex Gibson
Alex Gibson é um sonoplasta britânico. Conhecido por Mad Max: Fury Road, Interstellar, The Dark Knight Rises e Mission: Impossible – Rogue Nation, foi indicado ao Oscar de melhor edição de som na edição de 2018 pelo trabalho na obra Dunkirk.